# Gertrud Höhler

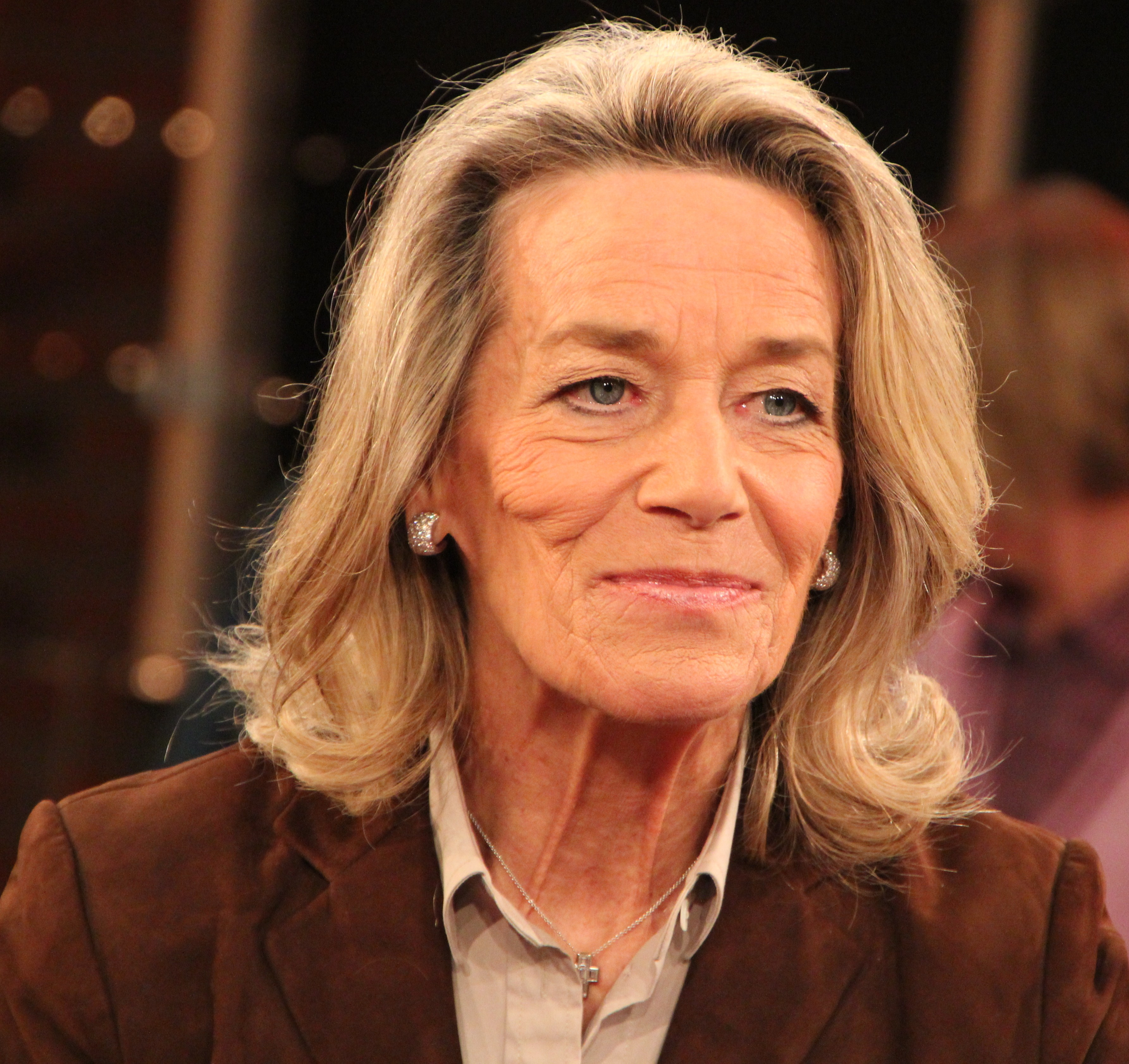
Gertrud Höhler im März 2011 bei Markus Lanz (Fernsehsendung).

Gertrud Höhler (* 10. Januar 1941 in Wuppertal) ist eine deutsche Literaturwissenschaftlerin. Bekannt wurde sie als Publizistin und Unternehmensberaterin.

## Leben
Gertrud Höhler ist das zweite von vier Kindern aus der Ehe des evangelisch-reformierten Gemeindepfarrers und Superintendenten in im Kirchenkreis Elberfeld der EKiR Heinrich Höhler (1907–1995) und seiner Ehefrau Helene, Tochter des Theologen Fritz Horn. Der Architekt Ernst Höhler (1942–2019) war ihr Bruder. Höhler ist ledig und hat einen Sohn, Abel Rainer Daniel (* 1967 in Baden AG), der eine Beratertätigkeit ausübt.
Nach dem Abitur am Wuppertaler Helmholtz-Gymnasium studierte Gertrud Höhler von 1960 bis 1966 Literaturwissenschaften und Kunstgeschichte in Bonn, Berlin, Zürich und Mannheim. In dieser Zeit gehörte sie dem links-subkulturellen Milieu an. Sie war mit Ulf Miehe liiert (mit dem sie 1962 einen Gedichtband im Selbstverlag veröffentlichte) und mit Jörg Fauser und Bernward Vesper befreundet. 1967 wurde sie mit einer Arbeit zum Thema Unruhige Gäste. Das Bibelzitat in Wilhelm Raabes Roman zur Dr. phil. promoviert und arbeitete an der Universität Mannheim. 1972 wurde Höhler mit 31 Jahren als Akademische Rätin in den Gründungssenat der Universität Paderborn berufen.
Von 1976 bis 1993 war Höhler Professorin für Germanistik und Allgemeine Literaturwissenschaft an der Universität Paderborn. Überregionale Bekanntheit erlangte sie durch zahlreiche Publikationen sowie Medienauftritte, in denen sie Stellung zu aktuellen Fragen der Politik und Wirtschaft bezog.
In den 1980er Jahren galt Höhler als Kandidatin für ein Ministeramt in den Kohl-Kabinetten. Bei der Landtagswahl 1982 in Hessen war sie vom CDU-Spitzenkandidaten Alfred Dregger als künftige Kunst- und Wissenschaftsministerin vorgesehen. Von 1987 bis 1989 beriet sie den Vorstandssprecher der Deutschen Bank, Alfred Herrhausen. 1989 wollte der damalige VW-Chef Carl Hahn Höhler gegen Widerstand aus den eigenen Reihen als Kommunikationsberaterin engagieren. Während ihrer Tätigkeit für die Deutsche Bank war sie für weitere Verbände und Firmen als Beraterin tätig und von ihrer Professorentätigkeit beurlaubt. Sie war von 1988 bis 2000 Moderatorin der Talkshow Baden-Badener Disput – Kulturgespräch zur Zeit, die insgesamt 58 Folgen hatte.
Höhler publizierte im Monatsmagazin Mut und erhielt den Konrad‐Adenauer‐Preis für Literatur 1988 der Deutschland-Stiftung. Ferner war sie Autorin des Magazins Wir selbst und Interviewpartnerin der Wochenzeitung Junge Freiheit und des Novo Magazins.
Im Jahr 1992 erregte eine Werbekampagne des Kreditkartenunternehmens American Express mit einem von Annie Leibovitz gemachten Porträt Aufsehen, das die Literaturwissenschaftlerin in Reitkleidung und in luxuriösem Ambiente zusammen mit ihrem Sohn zeigte. Ein Artikel in der Zeitschrift konkret (März 1993), in dem Eckhard Henscheid sich über dieses Foto (und ein zweites) lustig machte, führte zu einer Klage Höhlers, die in erster Instanz abgewiesen wurde. Später wurde Henscheid letztinstanzlich zur Zahlung von 20.000 DM Schmerzensgeld verurteilt.
1993 legte sie ihre Professur in Paderborn nieder, um als freie Publizistin und Unternehmensberaterin zu arbeiten. Professoren und Studenten hatten ihr Vernachlässigung der Lehrpflicht vorgeworfen; sie selbst sprach von Mobbing.
Höhler beriet Thüringens Ministerpräsident Dieter Althaus und gab an, darüber hinaus auch weitere Politiker und Parteien beraten zu haben, etwa die CSU. Der ehemalige CSU-Vorsitzende Edmund Stoiber verlautbarte, nicht von ihr beraten worden zu sein. Eine immer wieder insinuierte Beratung Helmut Kohls wurde, unter anderem von dessen Biograf Gerd Langguth, angezweifelt.
Als Buchautorin veröffentlichte Höhler Titel wie Wölfin unter Wölfen. Warum Männer ohne Frauen Fehler machen (2000), Warum Vertrauen siegt (2003) sowie Jenseits der Gier. Vom Luxus des Teilens (2005).
Im April 2007 wurde sie in das neu geschaffene oberste Leitungsgremium Hochschulrat ihrer früheren Universität in Paderborn gewählt. Wenig später geriet sie in öffentliche Kritik, nachdem die Neue Westfälische recherchiert hatte, dass der sächsische NPD-Landtagsabgeordnete Peter Klose in einem ihr gehörenden Haus in Zwickau ein „Bürgerbüro“ betrieb. Höhler bestritt zunächst, vom NPD-Hintergrund ihres Mieters gewusst zu haben, räumte dies später jedoch ein. Daraufhin forderte sie der damalige Wissenschaftsminister von Nordrhein-Westfalen, Andreas Pinkwart (FDP), am 22. Juni 2007 zum Rücktritt aus dem Hochschulrat der Universität Paderborn auf, was Höhler ablehnte, da die NPD eine zugelassene Partei sei, die dem sächsischen Landtag angehöre. Am 2. Juli 2007 entzog ihr daraufhin der Hochschulrat das Mandat in der Findungskommission zur Wahl der künftigen Hochschulleitung. Bis 2012 blieb sie Mitglied des Hochschulrats, wurde dann aber für die nächste Wahlperiode nicht mehr berufen.
In verschiedenen Büchern wie Die Patin. Wie Angela Merkel Deutschland umbaut (2012), Demokratie im Sinkflug: Wie sich Angela Merkel und EU-Politiker über geltendes Recht stellen (2017) oder Angela Merkel – Das Requiem (2020) und medialen Auftritten präsentierte sie sich als Kritikerin Angela Merkels.

## Ehrungen und Auszeichnungen
- 1964 Eduard von der Heydt-Kulturpreis der Stadt Wuppertal (Lyrik-Förderpreis)
- 1988 Konrad-Adenauer-Preis der Deutschland-Stiftung
- 1988 Orden wider den tierischen Ernst
- 1993 Preis der Stiftung für Abendländische Ethik und Kultur
- 1999 Bundesverdienstkreuz 1. Klasse des Verdienstordens der Bundesrepublik Deutschland[35]
- 2002 Deutscher Fairnesspreis[36]

## Veröffentlichungen
- Gedichte, mit Ulf Miehe, Sphinx, Bad Salzuflen 1962
- Unruhige Gäste. Das Bibelzitat in Wilhelm Raabes Roman, 1969 (Dissertation)
- Gesinnungskonkurrenz der Intellektuellen, Osnabrück 1978
- Niemandes Sohn. Zur Poetologie Rainer Maria Rilkes. Fink, München 1979
- Die Anspruchsgesellschaft. Von den zwiespältigen Träumen unserer Zeit. Econ, Düsseldorf 1979
- Das Glück. Analyse einer Sehnsucht, Düsseldorf 1981
- Die Kinder der Freiheit, Stuttgart 1983
- Die Bäume des Lebens, Stuttgart 1985
- Die Zukunftsgesellschaft, Düsseldorf 1986
- Spielregeln des Glücks, Düsseldorf 1988
- Offener Horizont. Junge Strategien verändern die Welt, Düsseldorf 1988
- Virtuosen des Abschieds / Neue Werte für eine Welt im Wandel, Düsseldorf 1989
- Spielregeln für Sieger, Düsseldorf 1991
- Wettspiele der Macht. Econ, Düsseldorf 1994 (Neuauflage: Ullstein 2005. ISBN 3-548-36731-3)
- Herzschlag der Sieger. Die EQ-Revolution. Econ, Düsseldorf 1997 (Neuauflage: Ullstein 2004. ISBN 3-548-36668-6)
- Der veruntreute Sündenfall, mit Michael G. Koch, Stuttgart 1998
- EntZweiung oder neues Bündnis?, Stuttgart 1998
- Wölfin unter Wölfen. Warum Männer ohne Frauen Fehler machen. Econ Ullstein List, München 2000 (2004. ISBN 3-548-36499-3)
- Die Sinn-Macher. Wer siegen will, muss führen. Econ Ullstein List, München 2002 (2004. ISBN 3-548-36499-3)
- Warum Vertrauen siegt. Ullstein Heyne List, München 2003 (Tb Ullstein 2005. ISBN 3-548-36717-8)
- Jenseits der Gier. Vom Luxus des Teilens, Berlin 2005
- Aufstieg für alle. Was die Gewinner den Verlierern schulden. Econ, Berlin 2007; Ullstein, Berlin 2009, ISBN 978-3-548-37247-1
- Das Ende der Schonzeit. Alphafrauen an die Macht. Econ, Berlin 2008, ISBN 978-3-430-20050-9
- Götzendämmerung. Die Geldreligion frisst ihre Kinder. Heyne, München 2010, ISBN 978-3-453-17796-3
- Die Patin. Wie Angela Merkel Deutschland umbaut. Orell Füssli, Zürich 2012, ISBN 978-3-280-05480-2
- Demokratie im Sinkflug: Wie sich Angela Merkel und EU-Politiker über geltendes Recht stellen. FinanzBuch, München 2017, ISBN 978-3-959-72063-2
- Angela Merkel – Das Requiem, Ullstein, Berlin 2020, ISBN 978-3-430-21027-0
- Die Corona-Bilanz. Die Würde des Menschen ist unantastbar, Heyne, München 2020, ISBN 978-3-453-60590-9